# 澤塔市鎮
澤塔市鎮是蒙特內哥羅的市鎮之一。市鎮行政中心為戈盧博夫齊。澤塔市镇是黑山第25個市鎮。